# Saint-Amant-de-Boixe
Saint-Amant-de-Boixe – miejscowość i gmina we Francji, w regionie Nowa Akwitania, w departamencie Charente.
Według danych na rok 1990 gminę zamieszkiwało 997 osób, a gęstość zaludnienia wynosiła 45 osób/km² (wśród 1467 gmin regionu Poitou-Charentes Saint-Amant-de-Boixe plasuje się na 312. miejscu pod względem liczby ludności, natomiast pod względem powierzchni na miejscu 325.).